# Bryconamericus
Genre
Bryconamericus est un genre de poisson d'eau douce néotropical de la famille des Characidae.

## Description
« Bryconamericus est l'un des genres les moins diversifiés (parmi les Characoïdes), les espèces sont très proches les unes des autres, ne divergeant que sur des détails mineurs, et les patrons de couleur sont particulièrement invariables (il y a généralement une tache humérale et une bande latérale qui est argentée sur le vivant et qui se prolonge souvent vers le milieu des rayons caudaux). »

— Librement traduit depuis Géry, J., Characoids of the world, T.F.H. Pubs., 1977 (ISBN 978-0-87666-458-2, lire en ligne)

## Répartition
D'après les occurrences indiquées sur GBIF en mars 2024, le genre est présent dans les pays suivants : Argentine, Bolivie, Brésil, République Démocratique du Congo, Colombie, Costa Rica, Équateur, Guyane, Guyana, Mexique, Nicaragua, Panama, Pérou, Paraguay, Suriname, Uruguay, Venezuela. Mais la présence en République Démocratique du Congo, basée sur une seule occurrence en 1957 signalée par l'USNM, est, selon toute vraisemblance, une erreur pour ce genre reconnu comme étant néotropical.

## Étymologie
Le nom de ce genre provient du grec bryko (βρύκω) = mordre + America (mot latinisé) (FishBase (22 mars 2024)).

## Liste des espècs
Selon World Register of Marine Species (23 mars 2024) le genre comprend 79 espèces :
Mais cette liste est susceptible d'évoluer car la systématique du genre Bryconamericus est complexe et pas encore stabilisée (en 2024). Le site ECoF (Catalogue Eschmeyer), qui fait référence pour les poissons, n'indique que 53 espèces valides, plus deux « incertaines », pour ce genre.

## Systématique
Le nom valide complet (avec auteur) de ce taxon est Bryconamericus Eigenmann, 1907.

## Publication originale
- Eigenmann, C. H. (assisted by McAtee W. L. & Ward D. P.) (1907). On further collections of fishes from Paraguay. Annals of the Carnegie Museum (Pittsburgh). v. 4 (no. 2) (art. 7): 110-157, Pls. 31-45. [lire en ligne]

## Protection
Parmi les 63 espèces du genre Bryconamericus actuellement étudiées (2024) dans le cadre de la liste rouge des espèces menacés de l'UICN, 6 sont considérées en danger, 3 vulnérables, 2 deux quasi menacées, 40 font l'objet de considérations mineures et 12 ont des données insuffisantes. Les principales menaces mises en évidence envers les espèces de ce genre sont la pollution (via les eaux usées liées aux habitations et aux activités agricoles), les activités agricoles en elles-mêmes et les activités minières ou liées à l'extraction de minerais.